# كايل سينجلير
كايل سينجلير (بالإنجليزية: Kyle Singler)‏ مواليد 4 مايو 1988، هو لاعب كرة سلة أمريكي يلعب مع فريق أوكلاهوما سيتي ثاندر في الرابطة الوطنية لكرة السلة ويحمل الرقم 5. يبلغ طوله 6 قدم 8 بوصة (2.0 م).

## روابط خارجية
- كايل سينجلير على موقع الاتحاد الدولي لكرة السلة (الإنجليزية)
- كايل سينجلير على موقع إن بي أي (الإنجليزية)
- كايل سينجلير على موقع سبورتس رفرنس (الإنجليزية)
- كايل سينجلير على موقع الدوري الإسباني لكرة السلة (الإسبانية)
- كايل سينجلير على موقع كرة السلة الأوروبية.كوم (الإنجليزية)
- كايل سينجلير على موقع كلية كرة السلة في سبورتس رفرنس.كوم (الإنجليزية)
- كايل سينجلير على موقع ريلجم (الإنجليزية)
- كايل سينجلير على موقع بروبوليرز (الإنجليزية)
- كايل سينجلير على موقع سبورتس رفرنس (الإنجليزية)